# Томсино (озеро)
Томсино (Томсинское) — озеро в левобережье реки Нища в Себежском районе Псковской области. Расположено в 1 км от границы с Белоруссией.

## Описание
Площадь — 0,47 км². Максимальная глубина — 6 м, средняя глубина — 4 м. Площадь водосбора 14,21 км².
Проточное. Соединено протоками с озерами Долосцы, Коморка.
Дно в центре илистое, в литорали — песок, заиленный песок, камни, ил, глина. Зарастает слабо.
Тип озера плотвично-окунёвый. В озере обитают рыбы: уклейка, плотва, окунь, щука, ёрш, густера, красноперка, карась, линь, налим, язь, вьюн, широкопалый рак.
На берегах озера расположены деревни Томсино, Долосцы.